# 1921–1922-es svájci labdarúgó-bajnokság (első osztály)
Az 1921–1922-es Swiss Serie A volt a 25. alkalommal megrendezett, legmagasabb szintű labdarúgó-bajnokság Svájcban.
A címvédő a Grasshoppers volt. A szezont a Servette csapata nyerte, a bajnokság történetében harmadjára.

## Keleti csoport
| Hely. | Csapat               | M  | Gy | D | V | G+ | G– | Gk  | P  | Továbbjutás vagy kiesés |
| ----- | -------------------- | -- | -- | - | - | -- | -- | --- | -- | ----------------------- |
| 1.    | Blue Stars Zürich    | 14 | 10 | 1 | 3 | 27 | 11 | +16 | 21 | Továbbjutó              |
| 2.    | Grasshoppers         | 14 | 9  | 2 | 3 | 37 | 20 | +17 | 20 |                         |
| 3.    | Zürich               | 14 | 6  | 2 | 6 | 26 | 23 | +3  | 14 |                         |
| 4.    | St. Gallen           | 14 | 5  | 4 | 5 | 26 | 24 | +2  | 14 |                         |
| 5.    | Young Fellows Zürich | 14 | 4  | 4 | 6 | 19 | 25 | −6  | 12 |                         |
| 6.    | Brühl                | 14 | 5  | 1 | 8 | 19 | 34 | −15 | 11 |                         |
| 7.    | Winterthur           | 14 | 3  | 4 | 7 | 16 | 25 | −9  | 10 |                         |
| 8.    | Neumünster Zürich    | 14 | 3  | 4 | 7 | 15 | 23 | −8  | 10 |                         |

## Központi csoport
| Hely. | Csapat          | M  | Gy | D | V | G+ | G– | Gk | P  | Továbbjutás vagy kiesés |
| ----- | --------------- | -- | -- | - | - | -- | -- | -- | -- | ----------------------- |
| 1.    | Luzern          | 14 | 8  | 4 | 2 | 26 | 19 | +7 | 20 | Továbbjutó              |
| 2.    | Biel            | 14 | 6  | 4 | 4 | 24 | 23 | +1 | 16 |                         |
| 3.    | Basel           | 14 | 6  | 3 | 5 | 20 | 21 | −1 | 15 |                         |
| 4.    | Young Boys      | 14 | 5  | 4 | 5 | 25 | 17 | +8 | 14 |                         |
| 5.    | Nordstern Basel | 14 | 6  | 2 | 6 | 18 | 22 | −4 | 14 |                         |
| 6.    | Bern            | 14 | 5  | 2 | 7 | 22 | 21 | +1 | 12 |                         |
| 7.    | Aarau           | 14 | 3  | 6 | 5 | 14 | 17 | −3 | 12 |                         |
| 8.    | Old Boys        | 14 | 2  | 5 | 7 | 14 | 23 | −9 | 9  |                         |

## Nyugati csoport
| Hely. | Csapat                   | M  | Gy | D | V | G+ | G– | Gk  | P  | Továbbjutás vagy kiesés |
| ----- | ------------------------ | -- | -- | - | - | -- | -- | --- | -- | ----------------------- |
| 1.    | Servette                 | 14 | 8  | 6 | 0 | 28 | 10 | +18 | 22 | Továbbjutó              |
| 2.    | La Chaux-de-Fonds        | 14 | 8  | 1 | 5 | 29 | 22 | +7  | 17 |                         |
| 3.    | Lausanne Sports          | 14 | 7  | 2 | 5 | 24 | 16 | +8  | 16 |                         |
| 4.    | Montreux Sports          | 14 | 6  | 2 | 6 | 23 | 28 | −5  | 14 |                         |
| 5.    | Cantonal Neuchâtel       | 14 | 5  | 3 | 6 | 36 | 26 | +10 | 13 |                         |
| 6.    | Etoile La Chaux-de-Fonds | 14 | 5  | 3 | 6 | 23 | 20 | +3  | 13 |                         |
| 7.    | Genf                     | 14 | 1  | 7 | 6 | 19 | 37 | −18 | 9  |                         |
| 8.    | Fribourg                 | 14 | 3  | 2 | 9 | 13 | 36 | −23 | 8  |                         |

## Döntő
| 1. csapat | Eredmény | 2. csapat         |
| --------- | -------- | ----------------- |
| Servette  | 1:0      | Blue Stars Zürich |
| Luzern    | 2:1      | Blue Stars Zürich |
| Servette  | 2:0      | Luzern            |

| Hely. | Csapat            | M | Gy | D | V | G+ | G– | Gk | P | Továbbjutás vagy kiesés |
| ----- | ----------------- | - | -- | - | - | -- | -- | -- | - | ----------------------- |
| 1.    | Servette          | 2 | 2  | 0 | 0 | 3  | 0  | +3 | 4 | Bajnok                  |
| 2.    | Luzern            | 2 | 1  | 0 | 1 | 2  | 3  | −1 | 2 |                         |
| 3.    | Blue Stars Zürich | 2 | 0  | 0 | 2 | 1  | 3  | −2 | 0 |                         |